# Conrad Pope
Conrad Michael Pope (geboren 1951) ist ein US-amerikanischer Komponist. Er ist vor allem als Komponist und Orchestrator von Filmmusik bekannt.

## Leben
Pope studierte am New England Conservatory of Music, dem Berkshire Music Center at Tanglewood und der Hochschule für Musik in München. Seinen Abschluss machte er in Princeton.
Er arbeitet mit Komponisten wie Jerry Goldsmith, James Horner, Alan Silvestri, Howard Shore, Alexandre Desplat oder Mark Isham zusammen. Für John Williams ist er seit Anfang der 1990er einer der Stammorchestratoren, der ihn bei Filmmusiken wie Schindlers Liste, Jurassic Park oder den neuen Star-Wars-Filmen unterstützt hat. Seine bekanntesten Kompositionen für den Film sind The Rising Place und Pavilion of Women.

## Filmografie
- 1992: Ghost Ship
- 1994: Temptation
- 1995: Project: Metalbeast
- 1995: The Set Up
- 1996: Butch Camp
- 2000: The Amati Girls
- 2001: Lloyd
- 2001: Pavilion of Women
- 2001: The Rising Place
- 2007: In My Sleep
- 2007: Neowolf
- 2010: The Wolfman
- 2011: My Week with Marilyn
- 2011: Harry Potter und die Heiligtümer des Todes – Teil 2